# ميخائيل إيفانز (أستاذ جامعي)
ميخائيل إيفانز (بالإنجليزية: Michael Charles Evans)‏ هو كاهن كاثوليكي بريطاني، ولد في 10 أغسطس 1951 في ساوثوورك في المملكة المتحدة، وتوفي في 11 يوليو 2011 في نورتش في المملكة المتحدة بسبب سرطان البروستاتا.